# Chrysopa yuanica
Chrysopa yuanica är en insektsart som beskrevs av Navás 1932. Chrysopa yuanica ingår i släktet Chrysopa och familjen guldögonsländor. Inga underarter finns listade i Catalogue of Life.